# Économie des Maldives
Le produit intérieur brut des Maldives en 2002 était de 0,63 milliard de dollars américains (soit 2 172 USD par habitant) et le produit national brut à 0,65 milliard de dollars (soit 2 241 USD par habitant).
La monnaie est la rufiyaa (code MVR). Une rufiyaa est divisée en 100 laari. 
La dette s'élève en 1999 à 206 millions de dollars.
La population active est employée à 40 % dans l'agriculture ou la pêche, à 15 % dans l'industrie et à 45 % dans le secteur des services (dont 14% travaillent dans les hôtels de luxe). Chacun de ces trois secteurs d'activité représente respectivement 31, 18 et 51 % du PNB.
Les principales activités économique sont le tourisme et la pêche.